# Erminia Mazzoni
Erminia Mazzoni (ur. 28 kwietnia 1965 w Neapolu) – włoska polityk i prawniczka, posłanka krajowa, eurodeputowana VII kadencji.

## Życiorys
Ukończyła studia z zakresu prawoznawstwa na Uniwersytecie Rzymskim – La Sapienza. Praktykowała jako adwokat. W latach 1995–2000 była radną regionu Kampania.
W 1994 wstąpiła do Centrum Chrześcijańsko-Demokratycznego, a w 2002 została działaczką powstałej m.in. na bazie CCD Unii Chrześcijańskich Demokratów i Centrum. Zasiadała we władzach krajowych tej partii, m.in. w latach 2005–2007 pełniła funkcję zastępcy sekretarza krajowego UDC. W 2001 i 2006 była wybierana do Izby Deputowanych XIV i XV kadencji. W przedterminowych wyborach w 2008 kierowana przez nią regionalna lista chadeków do Senatu nie uzyskała żadnych mandatów.
W 2009 Erminia Mazzoni opuściła swoją partię, przystępując do Ludu Wolności. W tym samym roku z ramienia PdL została wybrana na deputowaną do Parlamentu Europejskiego VII kadencji. W 2013 dołączyła do partii Nowa Centroprawica, jednak opuściła ją w 2014.
W 2016 Clemente Mastella, nowy burmistrz Benevento, powierzył jej funkcję swojego zastępcy.